# Richard S. Castellano
Richard Salvatore Castellano (New York, 4 settembre 1933 – North Bergen, 10 dicembre 1988) è stato un attore statunitense.

## Biografia
Nato nel Bronx, divenne popolare come attore nel 1972, con il ruolo del gangster Peter Clemenza ne Il padrino di Francis Ford Coppola. L'interpretazione, considerata impeccabile da pubblico e critica, spinse con entusiasmo il regista a riproporre il personaggio di Clemenza nel sequel Il padrino - Parte II. Tuttavia Coppola trovò la ferma opposizione di Castellano, che avrebbe accettato la parte solo se le sue battute fossero state scritte da Paul Castellano. Il regista non gradì la proposta, e rinunciò al personaggio di Clemenza, colmando il vuoto creando il personaggio di Frank Pentangeli (interpretato da Michael V. Gazzo), che nel film lo compiange perché morto per un infarto. Richard Castellano morì nel 1988 a 55 anni in seguito ad un attacco cardiaco. Dopo la sua morte, la sua vedova dichiarò al New York Post che l'attore era nipote del boss della Famiglia Gambino Paul Castellano.

## Filmografia

### Cinema
- Strano incontro (Love with the Proper Stranger), regia di Robert Mulligan (1963)
- Tre camere a Manhattan (Trois chambres à Manhattan), regia di Marcel Carné (1965)
- Una splendida canaglia (A Fine Madness), regia di Irvin Kershner (1966) non accreditato
- Jim l'irresistibile detective (A Lovely Way to Die), regia di David Lowell Rich (1968) non accreditato
- Amanti ed altri estranei (Lovers and Other Strangers), regia di Cy Howard (1970)
- Il padrino (The Godfather), regia di Francis Ford Coppola (1972)
- Fort Bronx, regia di Robert Butler (1980)
- Gangster Wars, regia di Richard C. Sarafian (1982)
- Dear Mr. Wonderful, regia di Peter Lilienthal (1982)

### Televisione
- La città in controluce (Naked City) – serie TV, 5 episodi (1962-1963)
- Assistente sociale (East Side/West Side) – serie TV, 1 episodio 1x09 (1963)
- Hawk l'indiano (Hawk) – serie TV, episodio 1x10 (1966)
- The Star Wagon, regia di Karl Genus – film TV (1966)
- N.Y.P.D. – serie TV, 2 episodi (1968-1969)
- The Super – serie TV, 10 episodi (1972)
- Onora il padre (Honor Thy Father), regia di Paul Wendkos – film TV (1973)
- Incident on a Dark Street – film TV (1973)
- Joe and Sons – serie TV, 14 episodi (1975-1976)
- I giorni del padrino (The Gangster Chronicles) – miniserie TV, 13 puntate (1981)

## Doppiatori italiani
- Luciano De Ambrosis in Una splendida canaglia
- Ennio Balbo ne Il padrino
- Giorgio Lopez ne Il padrino (ridoppiaggio)